# Niko Kranjčar
Niko Kranjčar född 13 augusti 1984 i Zagreb, Jugoslavien (nuvarande Kroatien), är en kroatisk före detta fotbollsspelare (mittfältare). Han spelade under sin karriär bland annat för Dinamo Zagreb, Hajduk Split, Portsmouth, Tottenham Hotspur, Dynamo Kiev och Rangers. Han spelade även för det kroatiska landslaget